# Ivan Gundulić

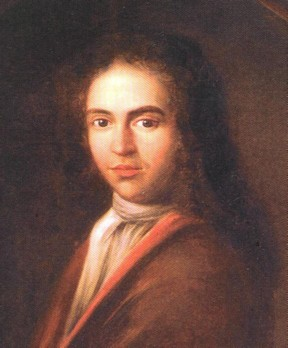
Ivan Gundulić

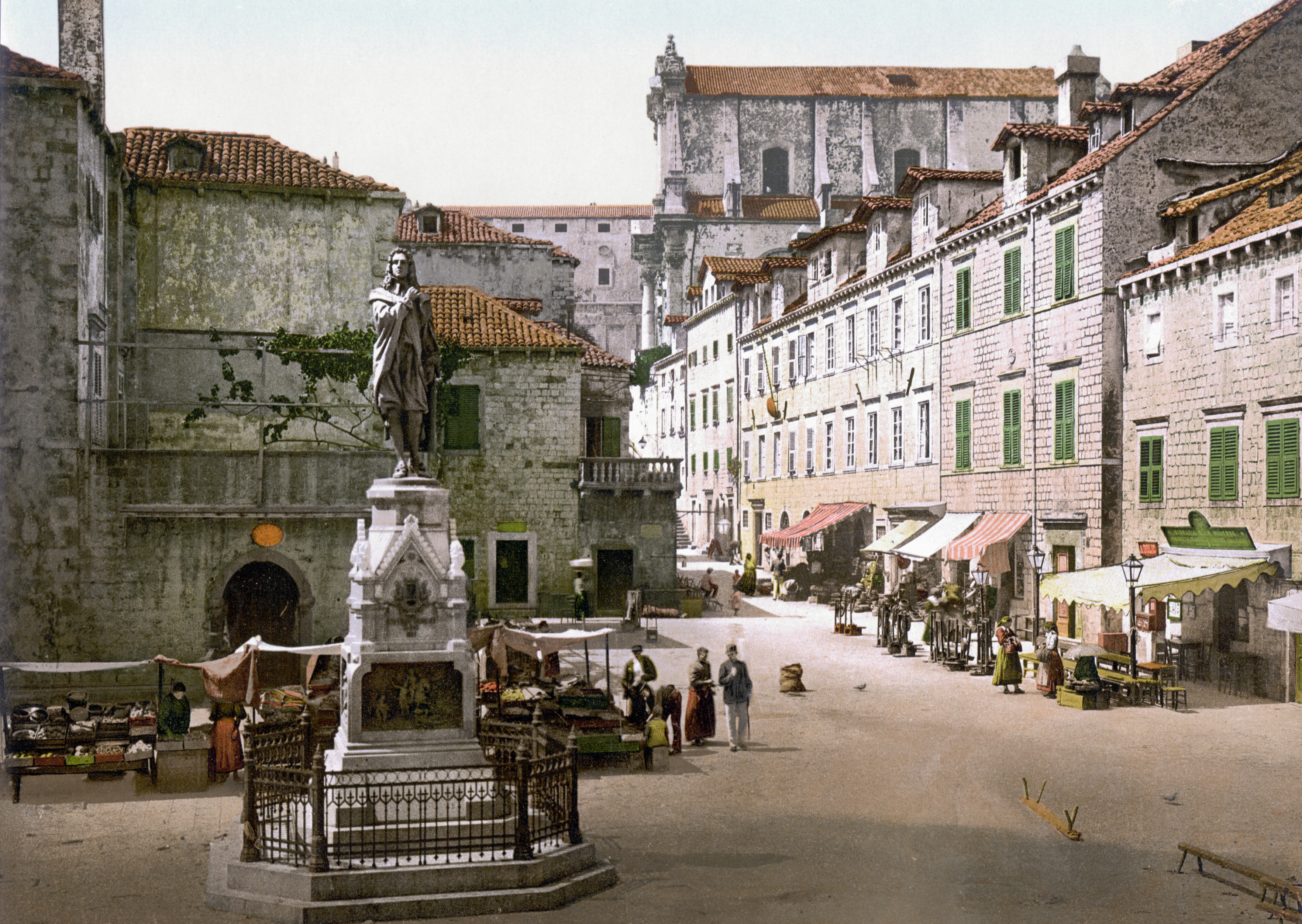
Gundulić-Denkmal in Dubrovnik. um 1900

Wappen der Dynastie Gondola

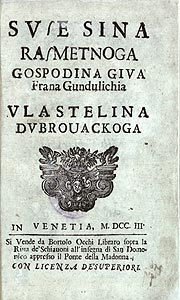
Die Tränen des verlorenen Sohnes

Ivan Gundulić (italienisch Giovanni Gondola; * 8. Januar 1589 in Dubrovnik, Republik Ragusa; † 8. Dezember 1638 ebenda) war der bedeutendste kroatische Schriftsteller des Barock. Er entstammte der Dubrovniker Patrizierfamilie Gundulić und war zweimal Senator und Mitglied des Kleinen Rates.

## Leben
Gundulić studierte Philosophie und Rechtswissenschaft, daneben italienische Literatur, und gelangte sehr bald zu hohen Staatsämtern. In Gundulić erreicht die dalmatinische Poesie ihren Höhepunkt. Seine Schöpfungen, lyrischen, dramatischen und epischen Inhalts, zeichnen sich durch eine Vollendung der Form und einen Wohllaut der Sprache aus, die weder vor noch nach ihm je wieder erreicht worden sind. Inhaltlich geben sie ein treues Spiegelbild seiner Zeit, insofern sie einerseits sich als Produkte der im 16. Jahrhundert aufkommenden klassischen Bildung kundgeben, andererseits jenen Weltkampf des Christentums mit dem Islam, in welchem die slawischen Völker eine bedeutende Rolle spielen, zur Darstellung bringen.
Gundulić war unter den Slawen der erste dramatische Dichter. In seiner Pastorale Dubravka feiert Gundulić die Gesellschaftsordnung in Dubrovnik. Unter seinen (nicht vollständig erhaltenen) Dramen sind Ariadna, Proserpina, Kleopatra und Dubravka besonders geschätzt. Auch viele lyrische Gedichte hinterließ er, darunter die Elegie Suze sina razmetnoga („Die Tränen des verlorenen Sohnes“).
Sein bedeutendstes Werk aber ist das Epos Osman in 20 Gesängen (Ragusa 1626 und öfter, Zagreb 1854; ital. von Appendini, Ragusa 1827). Es schildert den Kampf der Polen und der Saporoscher Kosaken gegen die Türken im Osmanisch-Polnischen Krieg 1620–1621 und die siegreiche Schlacht bei Chocim. Das Gedicht ist im Stil des damaligen italienischen Epos gehalten und steht noch heute in der Literatur der Südslawen in hohem Ansehen. Der 14. und 15. Gesang, welche angeblich von dem Senat der Republik aus Schonung gegen die Osmanen unterdrückt wurden, sind später von P. Sorkočević, einem Enkel von Gundulić, ferner von M. Zlatarić und Ivan Mažuranić ergänzt worden. Die noch vorhandenen Werke Gundulićs wurden von Pavlé (Zagreb 1877) herausgegeben.
In seinem Spätwerk widmete sich Gundulić vor allem der der katholisch-geistlichen Dichtung.
Ein Bild von Ivan Gundulić zierte die 50-Kuna-Banknote von Kroatien.
- 1893 Bronzemedaille von Johann Neubauer, 50 mm: GIVO FRANA = GUNDULICA – Büste mit Allongeperücke nach links, signiert: JOH. NEUBAUER

## Werke
- Ariadna (1633)
- Dubravka (1628): Ein Auszug aus dieser Pastorale ist die Hymne an die Freiheit.
- Osman (1621–38)
- Piesne pokorne kralja Davida (1621)
- Suze sina razmetnoga (1621)
- Prozerpina ugrabljena
- Armida
- Diana
- Čerera
- Kleopatra
- Galatea
- Adon
- Posvetilište ljuveno
- Koraljka od Šira